# Jason Woolley
Jason Douglas Woolley, född 27 juli 1969 i Toronto, är en kanadensisk före detta ishockeyspelare. Woolley blev olympisk silvermedaljör i ishockey vid vinterspelen 1992 i Albertville.